# شهرستان الیس (تگزاس)
شهرستان الیس، تگزاس (به انگلیسی: Ellis County, Texas) یک سکونتگاه مسکونی در ایالات متحده آمریکا است که در تگزاس واقع شده‌است.

## خصوصیات
شهرستان الیس ۲٬۴۶۵٫۶۸ کیلومترمربع مساحت دارد.